# Maurice Bishop
Maurice Rupert Bishop (Aruba, 29 de maig de 1944 - Saint George's, 19 d'octubre de 1983) va ser un advocat, polític i revolucionari de l'estat insular de Grenada. Va ser cofundador del moviment opositor New Jewel. El 1979 es va convertir en el segon primer ministre de la història de Grenada després de l'enderrocament d'Eric Gairy pel moviment New Jewel. Va estar al capdavant del país fins al 1983, quan va ser executat al costat d'altres membres del seu govern durant un cop d'estat militar els cossos dels quals continuen desapareguts.

## Biografia
Els seus pares, Rupert i Alimenta Bishop, eren grenadins que vivien a l'illa d'Aruba, on Maurice va néixer. Van tornar a Grenada quan ell tenia 6 anys a la dècada del 1950. Mentre estudiava l'educació secundària, Bishop va decidir que estudiaria la carrera de Dret. Quan va deixar el 1963 el Presentation College va treballar durant un temps al Registre Governamental abans de viatjar a Anglaterra i llicenciar-se en Dret a la Universitat de Londres.
El 1973 Bishop va formar un grup polític anomenat Movement For Assemblies of the People («Moviment per a les Assemblees del Poble») que es va fusionar amb un altre grup polític creat pel seu col·lega Unison Whiteman anomenat Joint Action For Education Welfare & Liberation (JEWEL). La fusió va donar com a resultat el Moviment New Jewel, un partit marxista que va representar la principal oposició al règim autoritari del primer ministre Eric Gairy, que dirigia l'illa de Granada des de la independència de 1974.
Rupert Bishop, el pare de Maurice, també era activista contra el règim de Gairy i va morir pels trets de la policia el 21 de gener del 1974 quan era a la porta d'un local sindical, en una data que més tard es va conèixer com «Dilluns de Sang» i que va marcar especialment Maurice.
Eric Gairy i el seu partit, el Partit Laborista Unit de Grenada, van guanyar les eleccions generals celebrades el 7 de novembre de 1976 tot i les crítiques de frau electoral per part de l'oposició i els observadors internacionals. Bishop va ser elegit membre de la Cambra de Representants amb un escó pel districte electoral de Saint George sud-est. Va ser designat líder de l'oposició, càrrec que va assumir durant tres anys fins al 13 de març de 1979 quan ell i els seus seguidors van prendre el control del govern de Grenada mentre Gairy participava a Nova York en una sessió de l'Organització de les Nacions Unides.
Proclamant el Govern Revolucionari Popular, Bishop va suspendre la constitució prometent noves eleccions democràtiques. Bishop es va convertir en primer ministre i ministre de Defensa i Interior, Informació, Salut i Assumptes de Carriacou. Va compartir el govern amb Bernard Coard, graduat en Economia a la Universitat Brandeis, qui va ser viceprimer ministre i Ministre de Comerç, Indústria, Finances i Planificació.

La «gran revolució en un petit país», tal com la va denominar Bishop, va tenir el suport de caps d'estat com Michael Manley de Jamaica, Daniel Ortega de Nicaragua i Fidel Castro de Cuba. S'iniciaren llavors una sèrie de reformes d'orientació socialista, a més de l'establiment de relacions amb Cuba, l'URSS i altres països del bloc comunista com la República Democràtica Alemanya.

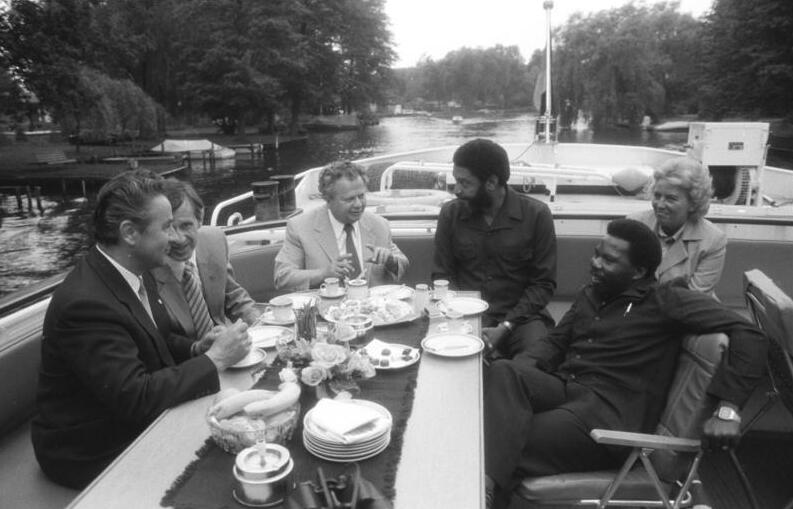
Una delegació grenadina, encapçalada per Maurice Bishop, visita la República Democràtica Alemanya el 1982.

L'impost sobre la renda es va suprimir per al 30% dels treballadors amb sous més baixos. A més, la ciutadania grenadina es va beneficiar d'un salari social. També es van desenvolupar els serveis mèdics i educatius gratuïts. S'oferien beques universitàries d'acord amb l'impuls del desenvolupament econòmic del país, els uniformes i els llibres escolars foren gratuïts i es va iniciar un programa d'alfabetització i un programa de formació del professorat.
El Programa de Reparació i Construcció d'Habitatges va permetre millorar la qualitat i l'accés a l'habitatge. A més, no es van pagar interessos pels préstecs per a la seva reparació. Els preus de diverses mercaderies van ser controlats per l'estat. El PIB per càpita, l'indicador més comú del benestar econòmic, gairebé es va duplicar, passant de 450 dòlars el 1978 a 870 el 1983.
Les dones granadines van obtenir èxits considerables. Es va prohibir l'explotació sexual de les dones a canvi de treball, es va introduir la igualtat salarial per la mateixa feina i es va garantir a les mares tres mesos de llicència maternal, dos dels quals remunerats, així com la garantia de poder tornar a la mateixa feina que havien deixat. Ràpidament Bishop es va enfrontar amb dificultats econòmiques agreujades per la política dels Estats Units d'Amèrica (EUA) contra l'illa.
Bishop va començar diversos projectes, inclosa la construcció d'un nou aeroport internacional a l'extrem sud de l'illa. El finançament va arribar de Cuba, encara que la major part de la infraestructura de l'aeroport va ser dissenyada per contractistes europeus. Ronald Reagan, llavors president dels EUA, va acusar Bishop d'utilitzar el nou aeroport com a «base militar cubà-soviètica». Grenada «no és una amigable illa per al turisme, sinó una colònia soviètica preparada com un gran bastió militar per exportar el terror i soscavar la democràcia». El govern estatunidenc va fomentar el clima de tensió que va provocar el cop d'estat contra Bishop, preparant la invasió de Granada per part dels marines amb una guerra mediàtica.
A la dècada del 1980 es va restringir la llibertat de premsa i van ser empresonades diversos centenars de persones. «Totes les revolucions impliquen dislocacions» va dir Bishop, «la revolució ha de sobreviure».
El 13 d'octubre de 1983, en tornar d'una visita diplomàtica a la República Socialista Txecoslovaca i la República Popular d'Hongria, Bishop va ser enderrocat pels partidaris del viceprimer ministre Bernard Coard i posat sota arrest domiciliari. El 19 d'octubre Bishop va ser alliberat mercès a la revolta popular dels seus partidaris. Hores més tard tropes sota el comandament del general Hudson Austin van capturar i executar a Bishop i diversos membres del govern com Jacqueline Creft, Fitzroy Bain, Norris Bain, Evelyn Bullen, Evelyn Maitland, Unison Whiteman i Keith Hayling. Fins a un total 15 persones van ser arrestades i afusellades a la base militar de Fort Rupert. Un Consell Militar Revolucionari dirigit pel general Hudson Austin va prendre el poder durant la nit. Els cossos dels ajusticiats continuen desapareguts.

## Invasió estatunidenca de Grenada
L'execució de Bishop va comportar la invasió de l'illa per l'Exèrcit dels Estats Units sis dies després, el 25 d'octubre, en l'anomenada Operació Fúria Urgent. Van desembarcar 1.900 marines, amb el pretext de salvaguardar la població estatunidenca que romania a l'illa. Els cossos de Bishop i els qui van morir amb ell mai no van ser trobats. Bernard Coard, que va romandre fins al 2009 a la presó, va afirmar que «els ianquis tenen els cossos». Un documental estrenat el 2013 titulat Forward Ever: The Killing of a Revolution rememora la història.
El 2009 l'Aeroport Internacional Grenada Point Salines va passar a denominar-se Aeroport Internacional Maurice Bishop sota el govern de Tillman Thomas, del Congrés Nacional Democràtic. La cerimònia va ser presidida per la seva mare, Alimenta Bishop.